# Копти (Витебский район)
Копти (бел. Ко́пці) — агрогородок в Витебском районе Витебской области Республики Беларусь. В составе Октябрьского сельсовета.

## География
Расположен в 11 км к юго-востоку от Витебска, в 3 км на восток от автомобильной дороги М-8, в 1 км от железнодорожного остановочного пункта Копты (на линии Заольша — Витебск).

### Гидрография
Река Лососина.

## История
В 1630 году Копти были владением писаря гродского витебского Базыля Шапка-Хотольского (владел также Курино), который имел здесь 1 службу. В 1641 году полслужбы, 3 прогонных, 1 волок земли.
Согласно Плану Генерального межевания Витебского уезда 1785 года, деревня Копти входила в большое имение «Селюты» (центр в селе Селюты). Также в имении было сельцо Лососина и деревни, в том числе Селюты (две одноименные с селом деревни), Бондари, Новики, Старинцы, Дыманово, Павлючёнки, Орлово, Барышина, Заходы. В имении дворов 166, по ревизии мужеска пола душ 731, женска 667, всего земли 4592 десятины. Владения старосты Рогачевского и польских орденов Кавалера Графа Михайлы Казимировича Потея.
На речке Лососинка была устроена плотина с водяной мельницей. Копти была большой разбросанной деревней, которая располагалось по обе стороны запруды. 16 дворов, 82 жителя.
Немного восточнее деревни проходила большая дорога на город Могилёв («Старобабиничский тракт»).
В 1847 году в Коптях 12 двора, 228 жителей, имелась корчма.
В 1849 году был проложен участок Киевского шоссе до Орши через Сокольники — Орлово — Дыманово.
С 1861 года Копти в Селютской волости Третьего стана Витебского уезда.
В 1868 году рядом с деревней была построена Орловско-Витебская железная дорога.
В 1888 году в деревне имелась школа грамоты.
В 1906 году деревня Копти на реке Лоссосинке Селютской волости Витебского уезда Витебской губернии принадлежала Лоссосинскому сельскому обществу (306 десятин земли), 299 жителей (151 мужчин, 148 женщин).
Кроме того, православные крестьяне деревни были объединены в «Коптянское 10 дом. товарищество», которое имело 12 дес. земли.
В 1909 году в деревне имелось народное училище.
После присоединения к БССР и нового административно-территориального деления деревня в составе Кобыльницкого сельсовета Высочанского района Витебского округа.
8 июля 1931 года Высочанский район упразднен, Кобыльниковский сельсовет в составе Лиозненского района.
В 1933 году в Копти сселены деревни: Герасенки, Городники, Осиновка. В 1936 году — деревня Лодзенки.
В период Великой Отечественной войны деревня была спалена гитлеровскими захватчиками.
Летом 1950 года были укрупнены колхозы «Авангард» деревни Копти и «имени Куйбышева» деревни Большие Копти.
24 августа 1951 года Октябрьский сельсовет передан Витебскому району.
Современная деревня Копти образована в 1976 году путём объединения Великие и Малые Копти.
В 1977 году в совхозе-комбинате «Лучеса».
В 2008 году деревня Копти преобразована в агрогородок.

## Население

### Численность
- 2009 год — 1065 жителей

### Динамика
- 1941 год — 450 жителей, 87 дворов
- 1969 год — 271 житель, 83 двора
- 1996 год — 1100 жителей, 579 домохозяйств
- 1999 год — 1123 жителей (перепись населения)
- 2003 год — 1114 жителей, 443 домохозяйства
- 2009 год — 1065 жителей (перепись населения)[3]
- 2013 год — 1040 жителей
- 2018 год — 1015 жителей, 407 домохозяйств
- 2023 год — 1040 жителей

## Инфраструктура
- Средняя школа
- Ясли-сад
- Дом культуры
- Амбулатория
- Отделение связи
- В 3 км от агрогородка расположено витебское городское кладбище

## Экономика
На юго-западе расположен свинокомплекс.

## Культура
- Дом культуры
- Библиотека
- Музей ГУО "Коптянская базовая школа Витебского района имени Героя Советского Союза Г. С. Григорьева"

## Достопримечательность
- Храм святого преподобного Сергия Радонежского.
- Фонтан

### Памятник, скульптура
- Воинский мемориальный комплекс имени Ленинского комсомола[4]. На окраине аг. Копти возвышается трёхметровый холм с танком Т-55 на вершине. Воинский мемориальный комплекс включает около 60 памятников и обелисков, в том числе: 
  - Братская могила советских воинов.
  - 10 гранитных памятников с названиями деревень и указанием количества воинов 33-й и 39-й армий, погибших при освобождении этих населённых пунктов.
  - Стена памяти со схемой операции «Багратион» и списком воинских подразделений, освобождавших территорию сельсовета.
  - Памятник «Могила Неизвестного солдата».
  - Памятник местным жителям, которые не пришли с войны.
  - Памятник узникам фашизма.
  - Памятник французским лётчикам с авиаполка «Нормандия-Нёман», которые в 1944 году участвовали в освобождении Витебщины от нацистов.
  - Памятник Герою Советского Союза П. А. Галецкому.
  - Памятник Герою Советского Союза Г. С. Григорьеву.
  - Памятник партизанской бригаде А. Ф. Данукалова.
  - Памятник артиллеристу Я. И. Джугашвили.
  - Памятник лётчику В. И. Сталину.
  - Памятный мемориальный знак воинам-татарстанцам, которые погибли в годы Великой Отечественной войны (скульптор А. Н. Торосян).
  - Памятник на могиле патриота — врача А. Н. Мамоновой, погибшей в годы Великой Отечественной войны.
  - Памятный знак «Площадь Гордова», на пересечении улиц Центральная и Лынькова, рядом с Домом культуры. В честь присвоенного площади имени Героя Советского Союза В. Н. Гордова.

Большой вклад в создание памятного комплекса внёс местный житель, ветеран Великой Отечественной войны, подполковник В. Д. Терещенко.

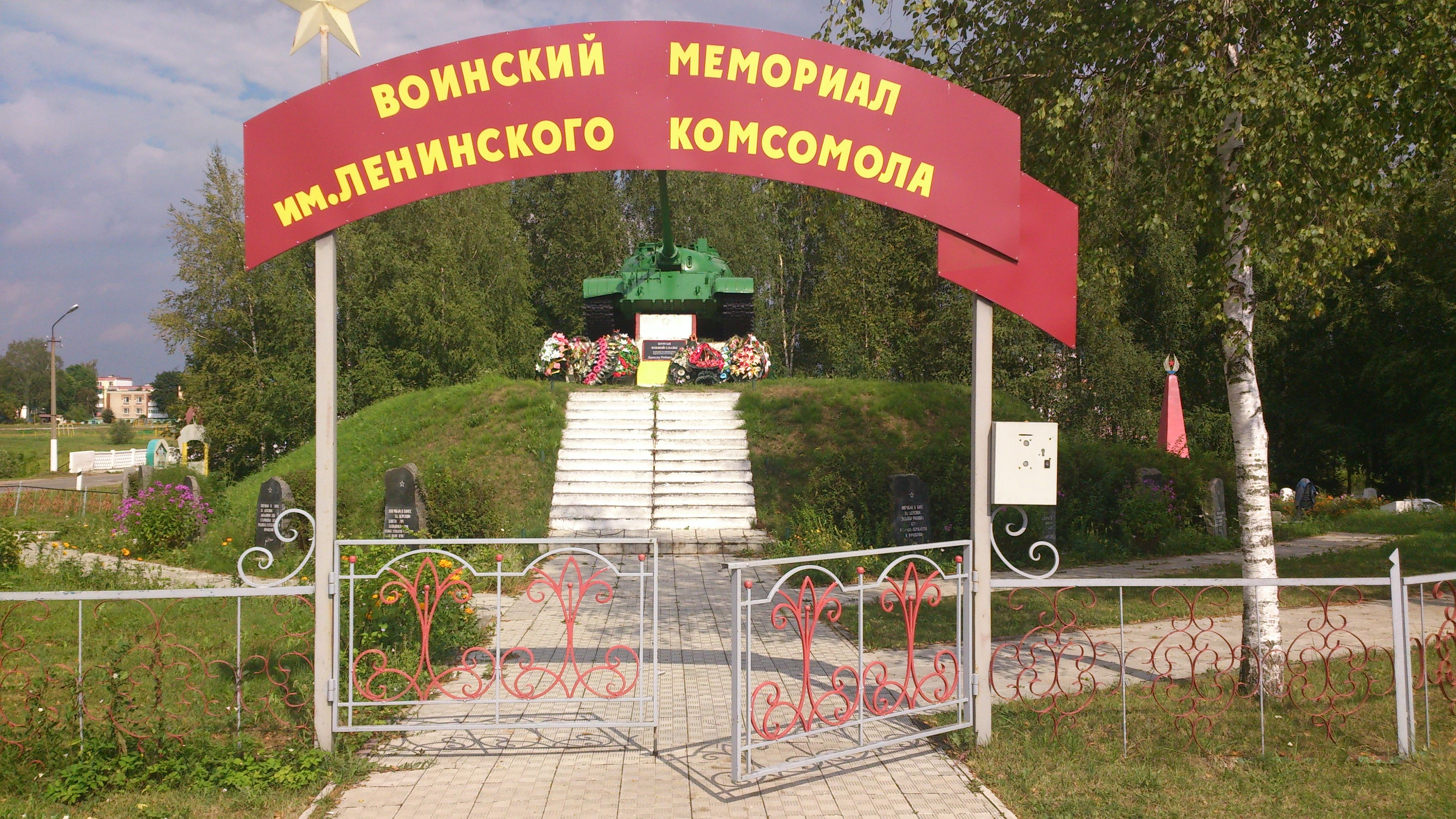
Воинский мемориальный комплекс имени Ленинского комсомола
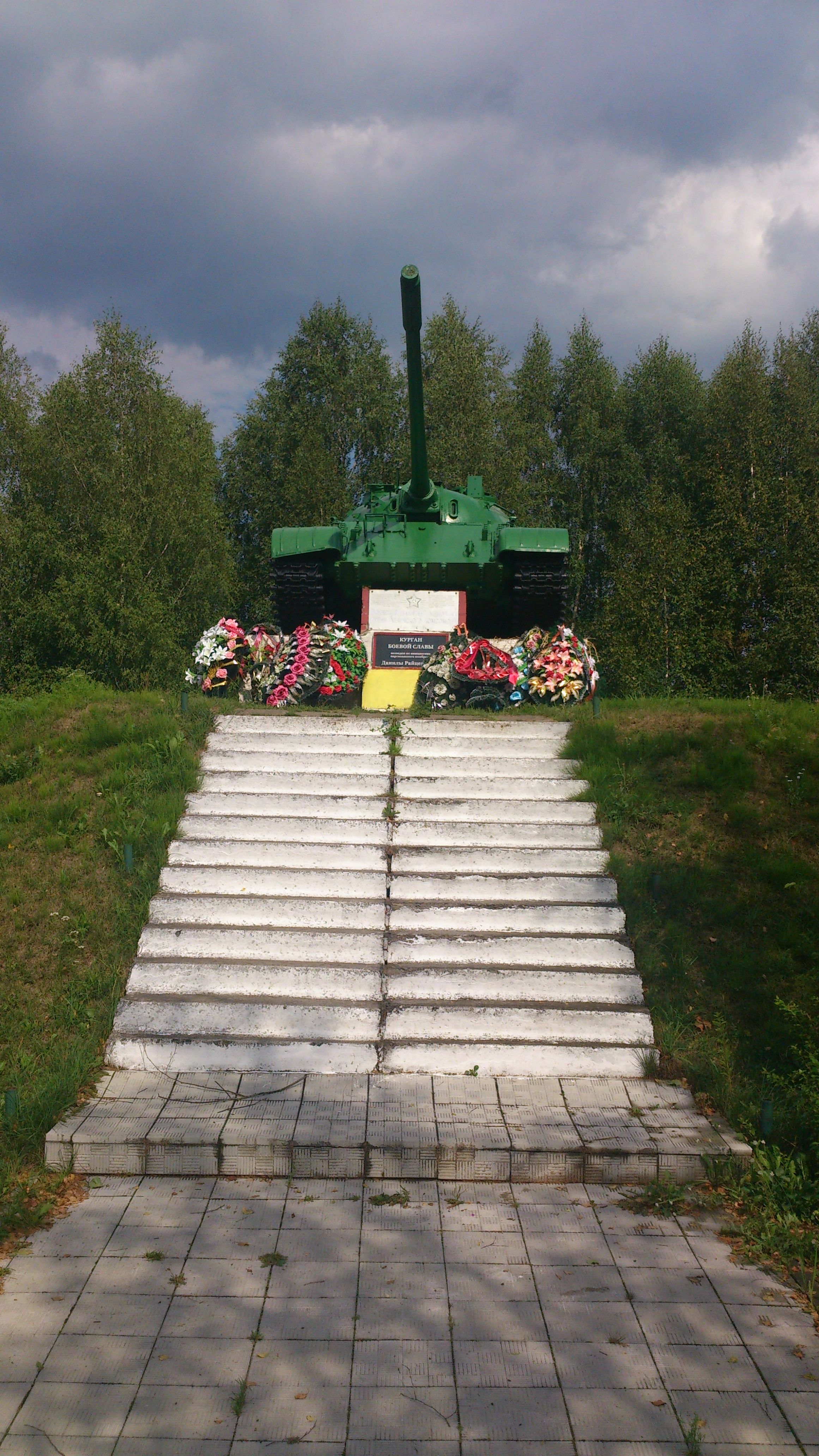
Курган Славы
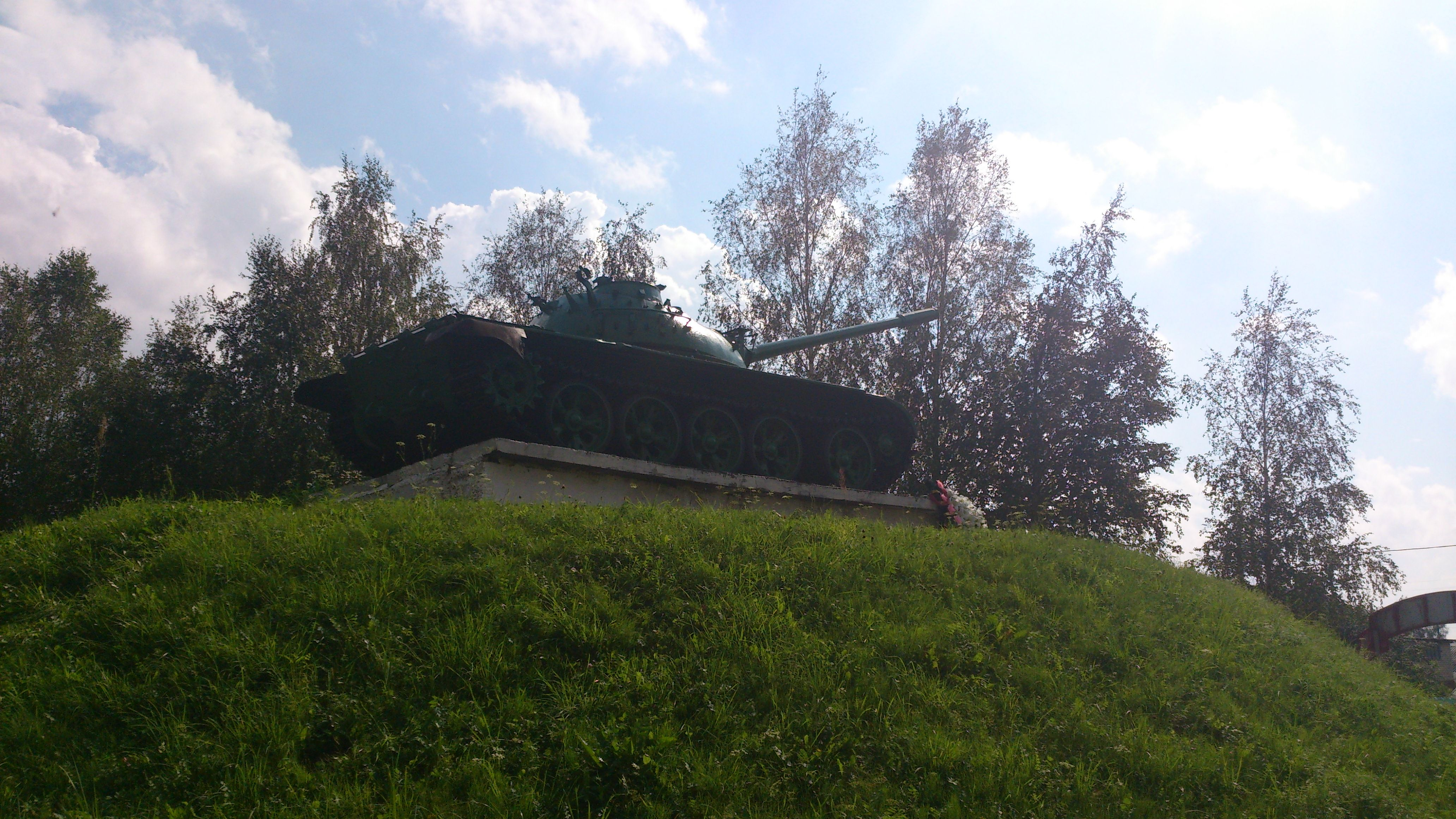
Курган Славы
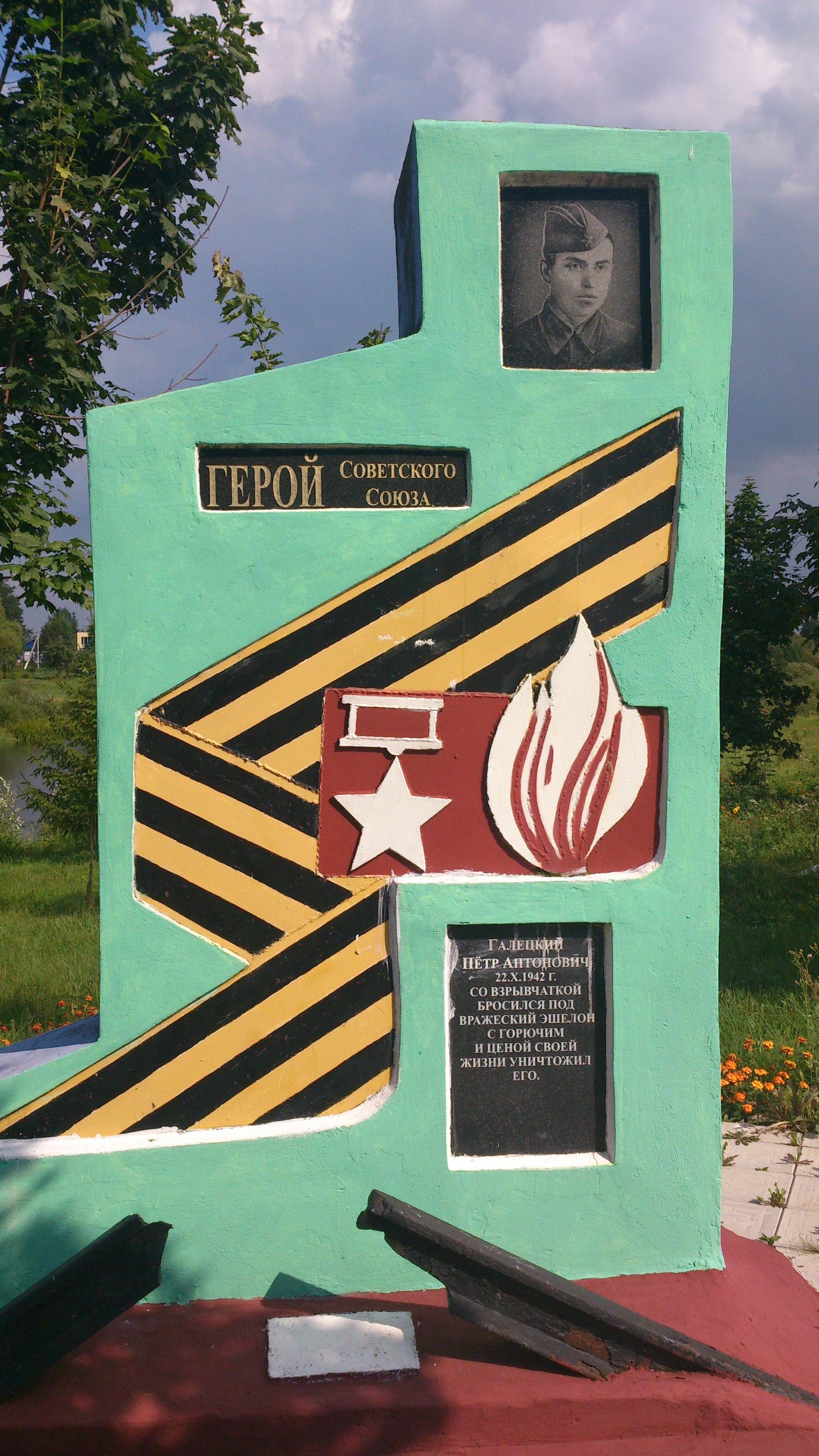
Памятник П. А. Галецкому
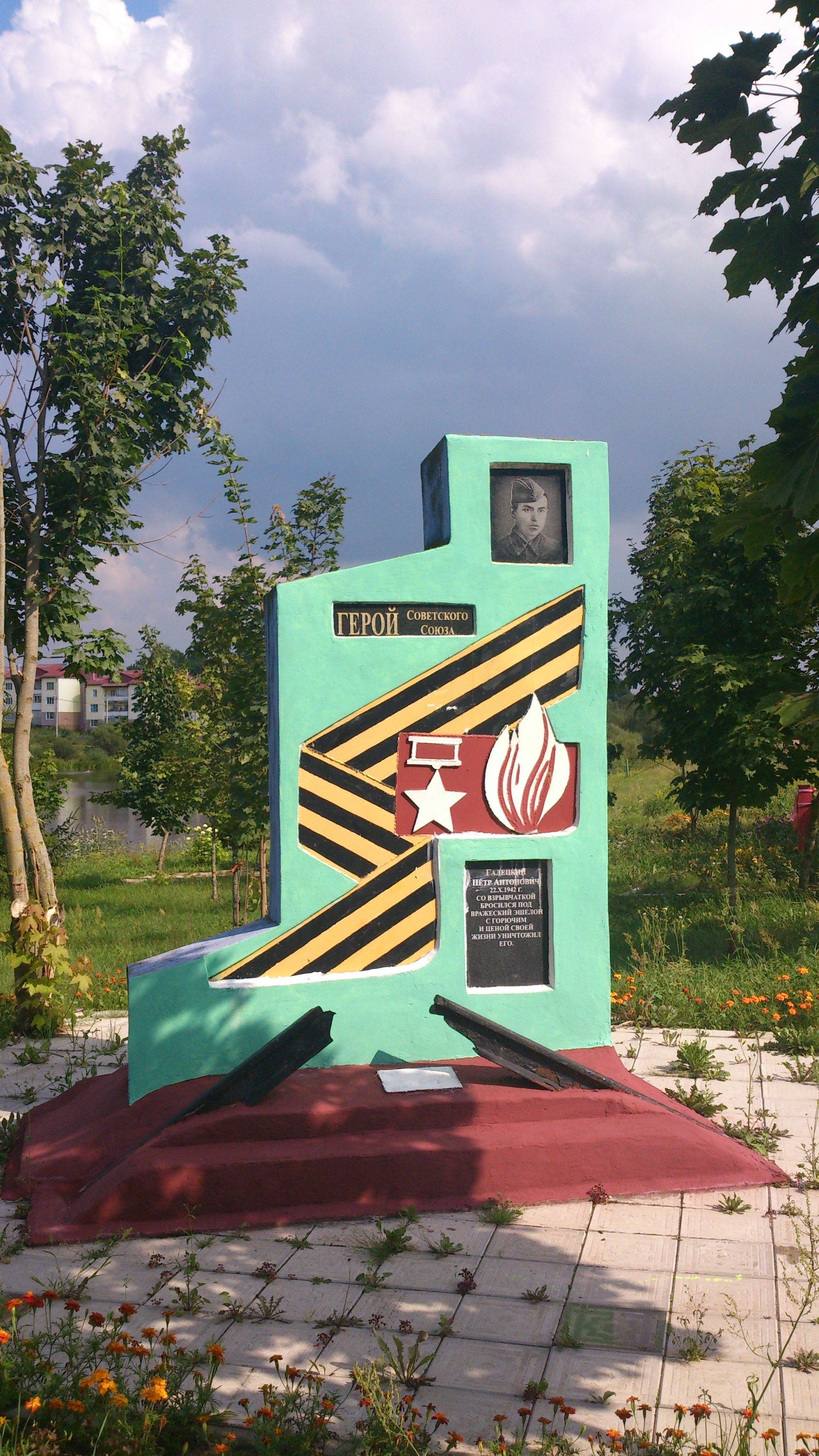
Памятник П. А. Галецкому
Памятник Г. С. Григорьеву.
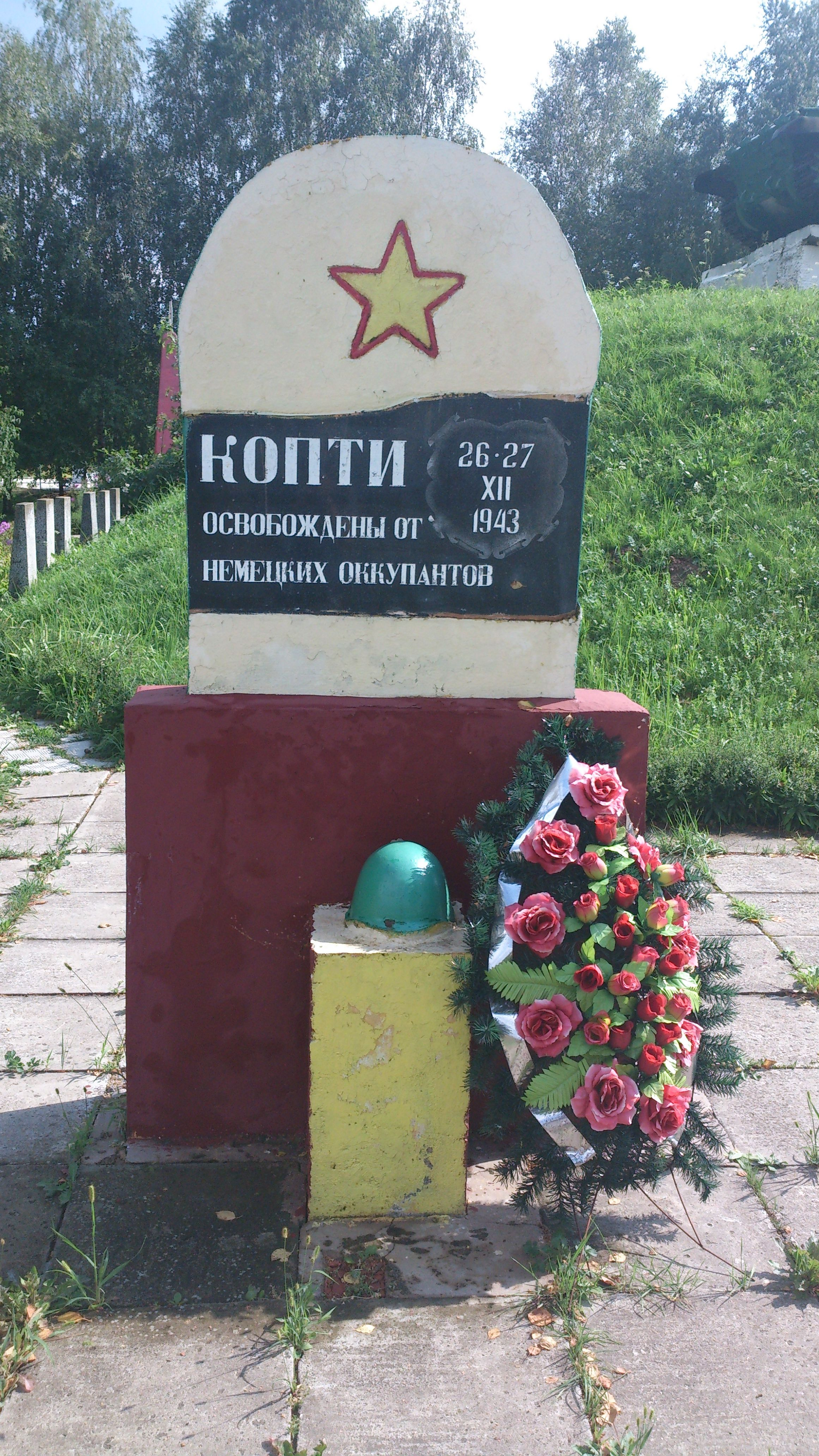
Памятник
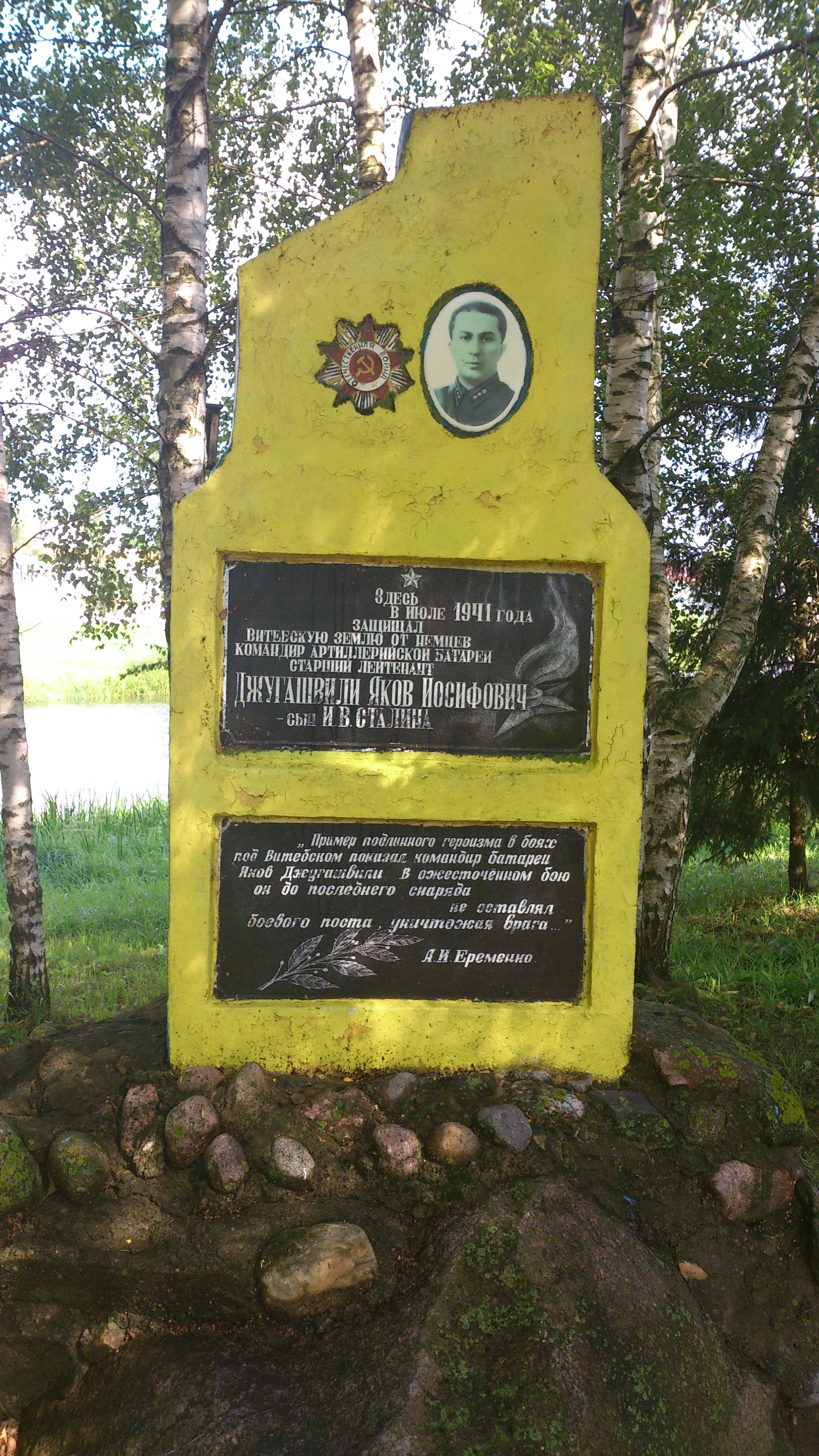
Памятник Я. И. Джугашвили
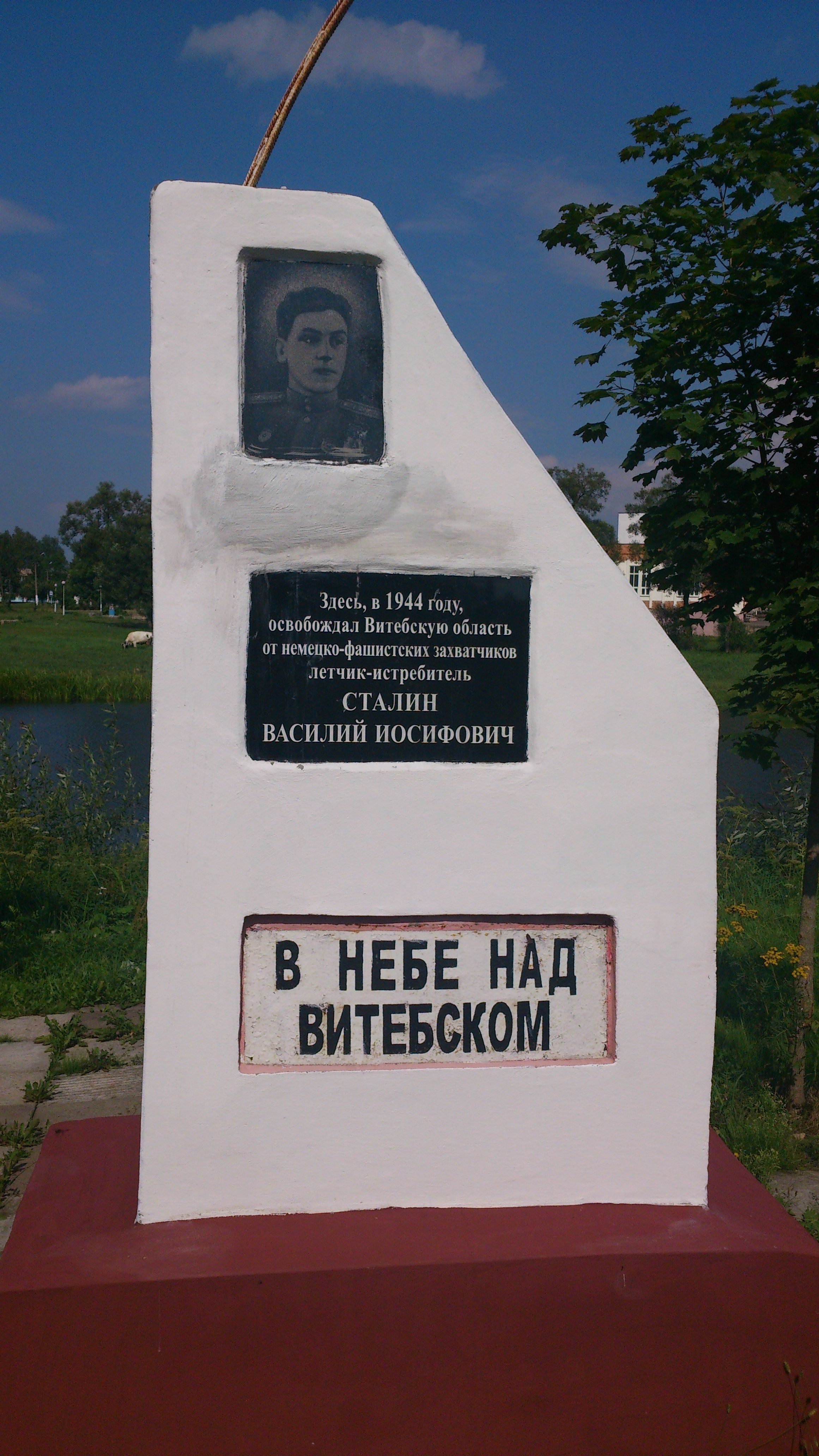
Памятник В. И. Сталину

## Известные лица
- Денисьев, Анатолий Ефимович (1940—1997) — белорусский художник.
- Терещенко, Виктор Демьянович (1926—2021) — ветеран Великой Отечественной войны, подполковник.